# Seznam dílů seriálu Poručík Backstrom
Toto je seznam dílů seriálu Poručík Backstrom. Seriál byl zrušen po 1. řadě. V Česku ho vysílala TV Prima Cool.

## Přehled řad
| Řada | Díly | Premiéra v USA | Premiéra v USA | Premiéra v ČR   | Premiéra v ČR   |
| Řada | Díly | První díl      | Poslední díl   | První díl       | Poslední díl    |
| ---- | ---- | -------------- | -------------- | --------------- | --------------- |
| 1    | 13   | 22. ledna 2015 | 30. dubna 2015 | 18. března 2016 | 13. května 2016 |

## Seznam dílů

### První řada (2015)
| Č. v seriálu | Původní název                             | Český název                         | Režie              | Scénář                  | Premiéra v USA  | Premiéra v ČR   |
| ------------ | ----------------------------------------- | ----------------------------------- | ------------------ | ----------------------- | --------------- | --------------- |
| 1            | Dragon Slayer                             | Drakobijce                          | Mark Mylod         | Hart Hanson             | 22. ledna 2015  | 18. března 2016 |
| 2            | Bella                                     | Bella                               | Alex Chapple       | Joe Hortua              | 29. ledna 2015  | 18. března 2016 |
| 3            | Takes One to Know One                     | Potrefená husa                      | Randy Zisk         | Hart Hanson             | 5. února 2015   | 25. března 2016 |
| 4            | I Am a Bird Now                           | Tajemství ženských šatů             | David Boyd         | Karyn Usher             | 12. února 2015  | 25. března 2016 |
| 5            | Bogeyman                                  | Bubák                               | Jeff Woolnough     | Eli Attie a Hart Hanson | 19. února 2015  | 15. dubna 2016  |
| 6            | Ancient, Chinese, Secret                  | Staré, čínské a tajné               | Sarah Pia Anderson | Thomas Wong             | 26. února 2015  | 15. dubna 2016  |
| 7            | Enemy of My Enemies                       | Nepřítel mých nepřátel              | Jace Alexander     | Andrew Miller           | 5. března 2015  | 23. dubna 2016  |
| 8            | Give 'Til It Hurts                        | Dávej, dokud je z čeho              | Rob Hardy          | Karine Rosenthal        | 26. března 2015 | 23. dubna 2016  |
| 9            | The Inescapable Truth                     | Nevyhnutelná pravda                 | Michael Offer      | Eli Attie               | 2. dubna 2015   | 29. dubna 2016  |
| 10           | Love Is a Rose and You Better Not Pick It | Láska je jak růže, radši ji netrhej | Kevin Hooks        | Joe Hortua              | 9. dubna 2015   | 29. dubna 2016  |
| 11           | I Like to Watch                           | Rád se dívám                        | Adam Arkin         | Karine Rosenthal        | 16. dubna 2015  | 6. května 2016  |
| 12           | Corkscrewed                               | Zašpuntovaný a odšpuntovaný         | Jeffrey Walker     | Andrew Miller           | 23. dubna 2015  | 6. května 2016  |
| 13           | Rock Bottom                               | Úplně na dně                        | Kevin Hooks        | Hart Hanson             | 30. dubna 2015  | 13. května 2016 |